# Tebwanga (Abaiang)
Tebwanga (auch: Tebanga, Taniau, Taboneaba) ist ein Ort im Süden des Abaiang-Atolls in den zum Inselstaat Kiribati gehörenden Gilbertinseln im Pazifischen Ozean. 2020 hatte der Ort 293 Einwohner.

## Geographie
Tebwanga ist der südlichste Ort des Atolls Abaiang. Er liegt zwischen den Orten Tabontebike im Nordwesten und Aoneaba im Nordosten.

## Klima
Das Klima ist tropisch heiß, wird jedoch von ständig wehenden Winden gemäßigt. Ebenso wie die anderen Orte des Abaiang-Atolls wird Tebwanga gelegentlich von Zyklonen heimgesucht.